# Nidirana yeae
Nidirana yeae — вид жаб родини жаб'ячих (Ranidae). Описаний у 2020 році.

## Поширення
Ендемік Китаю. Відомий лише у типовому місцезнаходженні — рисове поле на околицях міста Гуанлянь на півночі провінції Ґуйчжоу.

## Опис
Жаби завдовжки 4,1-4,5 см.